# Родионов, Александр Владимирович
Александр Владимирович Родионов (27 марта 1949, Москва — 15 октября 2020) — советский ватерполист. Заслуженный мастер спорта СССР (1975).

## Карьера
Выступал за команду «Динамо» (Москва), 18 лет был её центральным нападающим. Чемпион СССР (1967, 1968, 1969), серебряный (1970, 1978, 1979) и бронзовый (1971, 1972, 1975) призёр чемпионатов СССР. Финалист (1969) и бронзовый призёр (1970) Кубка Европейских чемпионов.
Чемпион мира 1975 года.
Окончил педагогический институт им. Н. К. Крупской.
В 1980 году завершил карьеру, в 1980-91 годах — начальник команды «Динамо» (Москва).